# St. Michael (Körprich)

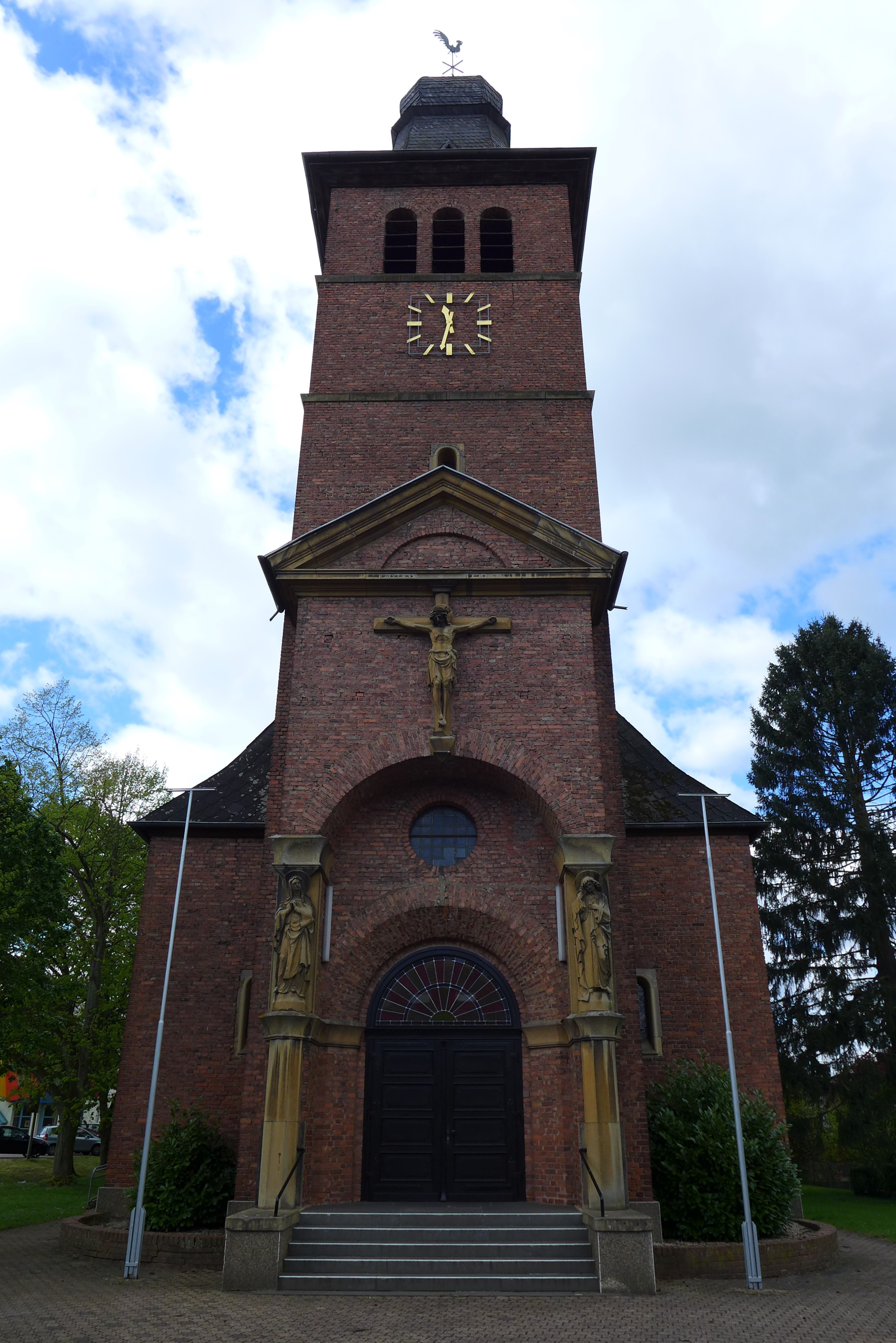
St. Michael (Körprich), Turmfront

Die Kirche St. Michael ist eine römisch-katholische Pfarrkirche im saarländischen Körprich, einem Ortsteil von Nalbach, Landkreis Saarlouis. Das Gotteshaus trägt das das Patrozinium des Erzengels Michael. Es ist dem Bistum Trier zugeordnet. Im Zuge der Strukturreform 2020 im Bistum Trier wurde zum 1. September 2011 die Pfarreiengemeinschaft Nalbach mit den eigenständigen Pfarreien St. Peter und Paul in Nalbach, St. Johannes der Täufer in Piesbach, Herz Jesu in Bilsdorf sowie St. Michael in Körprich errichtet.

## Michaelskapelle

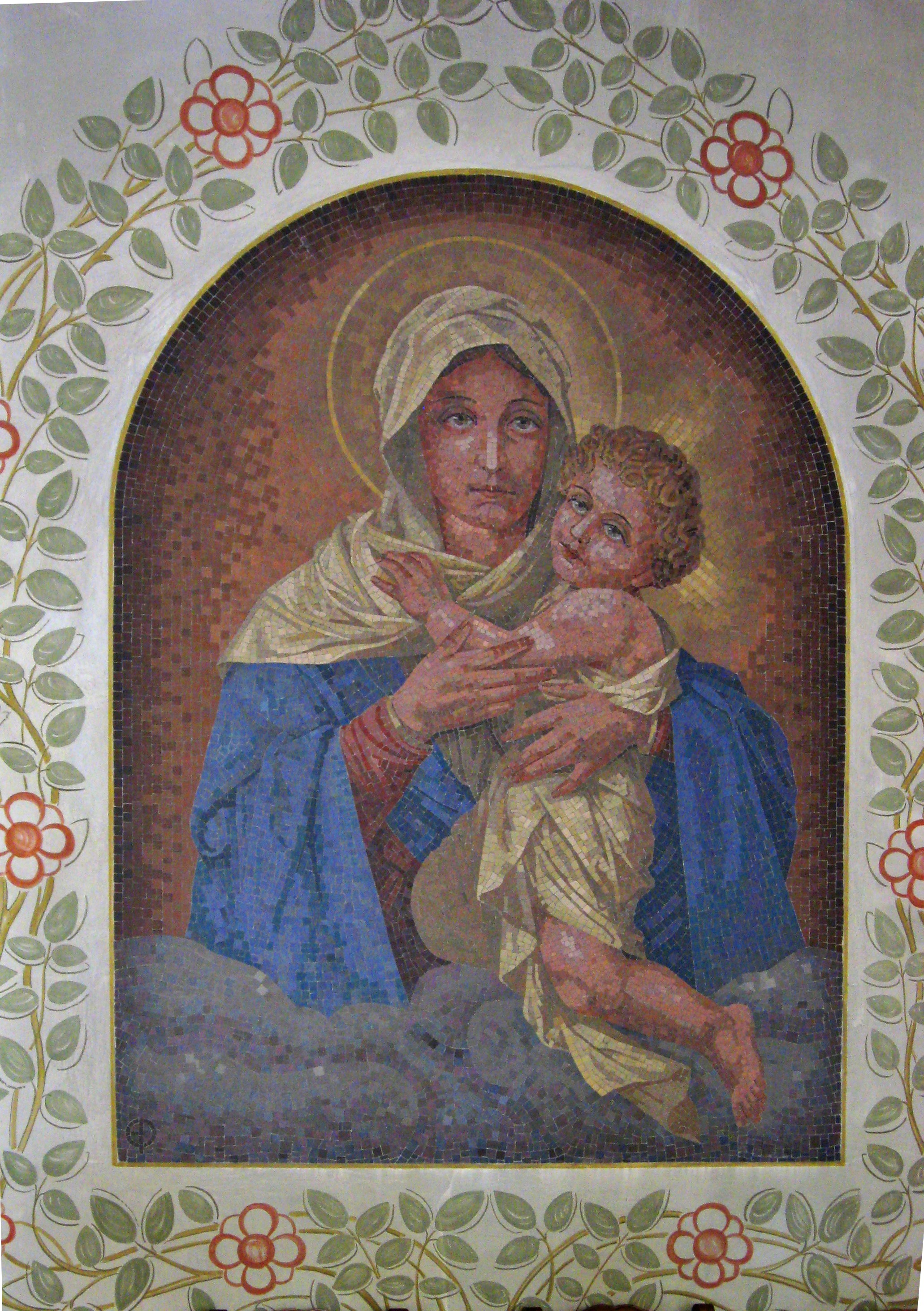
Körpricher Kapelle, Altarbild in Mosaiktechnik

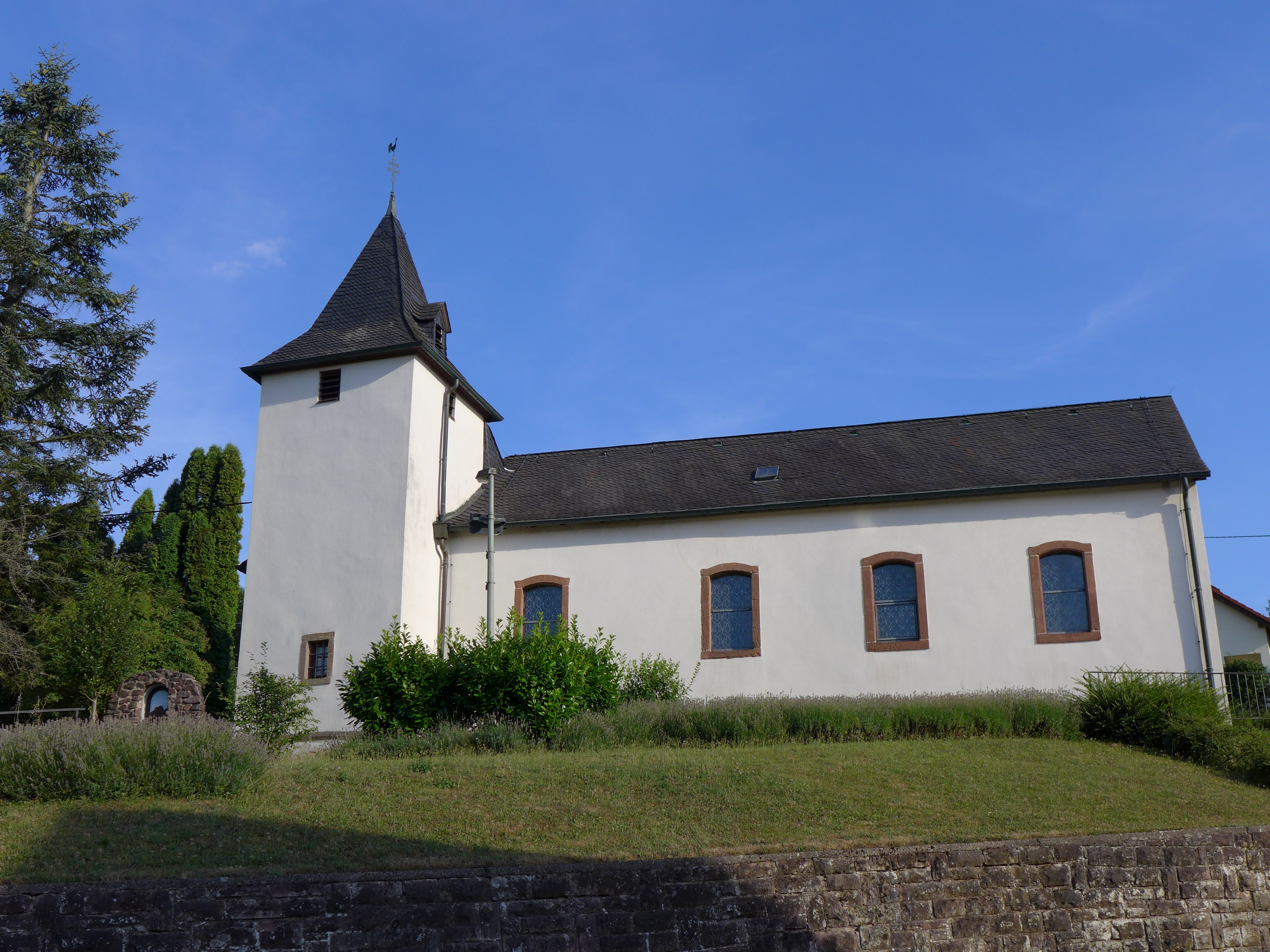
Körprich, Michaelskapelle mit dem Lothringerkreuz auf der Turmspitze

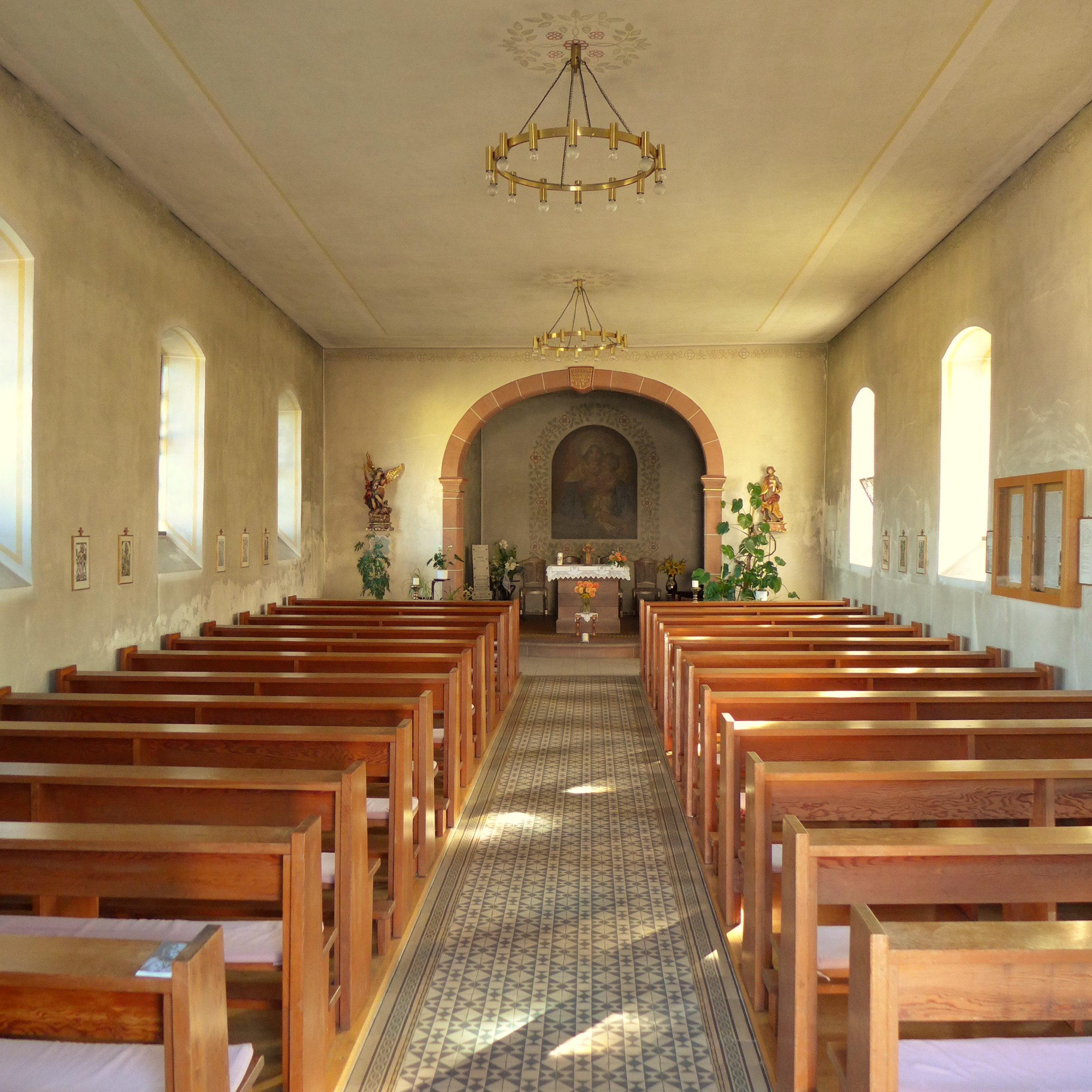
Körprich, Kapelle, Inneres

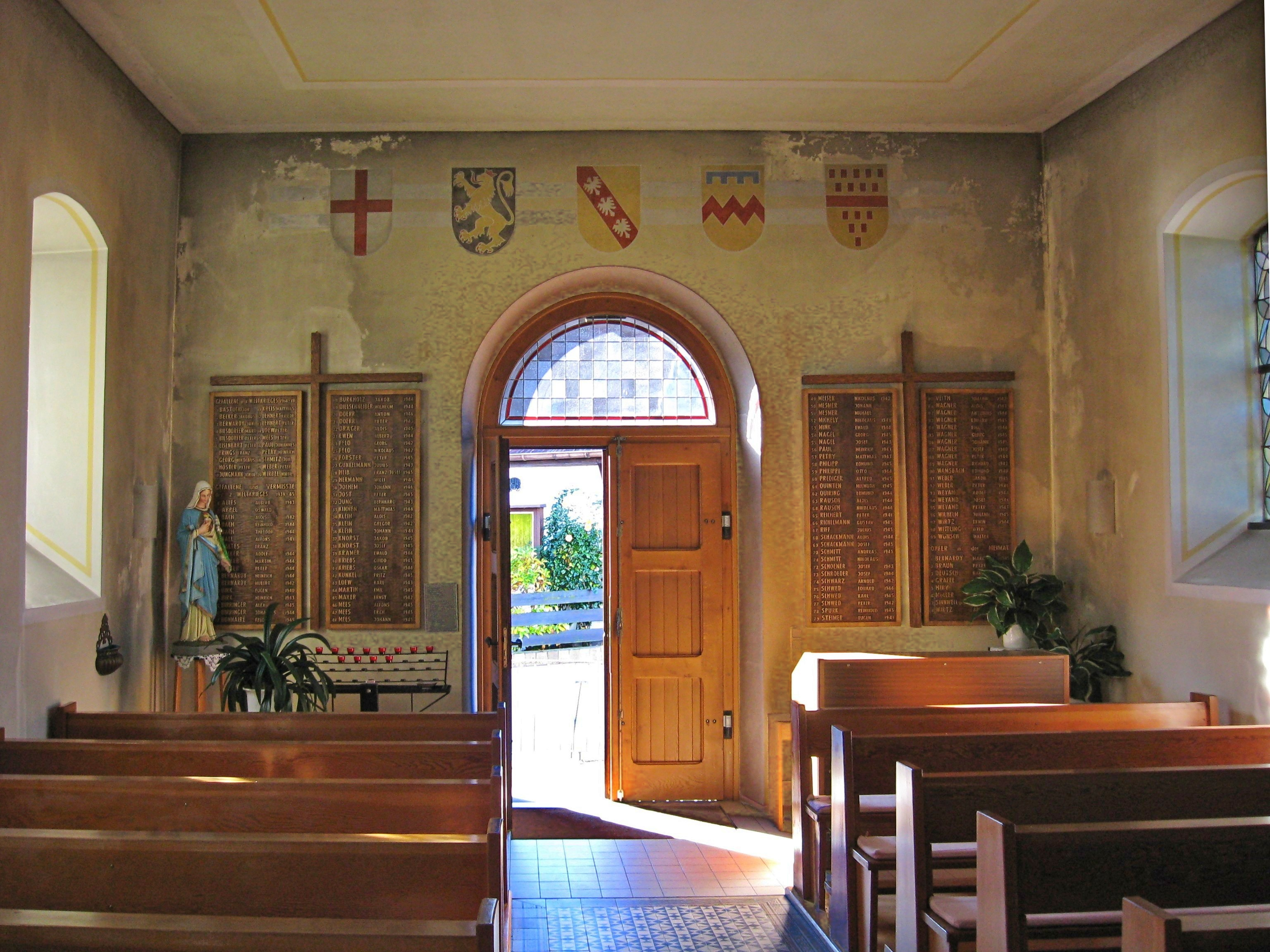
Körpricher Kapelle, innere Portalwand mit historischen Herrschaftswappen und Tafeln der in den Weltkriegen getöteten Soldaten Körprichs

### Geschichte
Im Mittelalter war die Körpricher Kapelle, die dem Erzengel Michael geweiht ist, nach der Nalbacher Pfarrkirche das zweitgrößte religiöse Gebäude des Nalbacher Tales. Die in Hanglage errichtete Kapelle, die erstmals im Jahr 1330 in der Taxa generalis subsidiorum cleri Trevirensis urkundlich erwähnt worden war, gab dem heutigen Ort Körprich (abgeschliffene Form von „Kirchberg“) seinen Namen. Die Körpricher Kapelle war ein von der Nalbacher Mutterpfarrei St. Peter und Paul abhängiges Gebäude.
Ein Privileg sicherte den Körpricher Gläubigen zu, dass der Nalbacher Pfarrer an bestimmten Feiertagen und am Ostermontag sowie am Michaelstag in der dortigen Kapelle eine Messe zu halten hatte.
Im Jahr 1897 wurde das Schiff der Michaelskapelle auf die doppelte Länge erweitert. Ab diesem Zeitpunkt hielt der Nalbacher Pfarrer oder sein Kaplan jeden Sonntag und an bestimmten Werktagen dort eine Messe. Erst im Februar 1921 erhielt Körprich einen eigenen Pfarrer und wurde am 1. April 1922 zur Kapellengemeinde erhoben. Da die erweiterte Kapelle nicht mehr für die durch die Industrialisierung gewachsene Bevölkerung Körprichs ausreichte, begannen Planungen zur Errichtung einer neuen Pfarrkirche.
Im Jahr 1934 gestaltete die Schönstattbewegung an der Saar die Kapelle zur Wallfahrtskirche um. Über dem Altar wurde deshalb ein Mosaik der Mater Ter Admirabilis angebracht. Jedes Jahr an Christi Himmelfahrt organisierte man nun eine Lichterprozession und im Oktober ein Treffen der Schönstattjugend.
In den Jahren 1958 bis 1960 ergänzte man die Innengestaltung der Kapelle nochmals: An den beiden Seiten des Chorbogens brachte man Sgraffiti an, die bei der Renovierung der Jahre 1985 bis 1987 gegen Holzskulpturen ersetzt wurden. Die Namen der in den beiden Weltkriegen getöteten Söhne Körprichs wurden bei der Gestaltungsaktion der späten 1950er Jahre als Sgraffiti an den Längswänden der Kapelle angebracht. Über der Eingangstür befinden sich seither die Wappen der historischen Herrschaften des Nalbacher Tales.
Im Jahr 1987 wurde die nach dem Zweiten Weltkrieg von Pastor Jakob Woll an eine katholische Diasporagemeinde an der Lahn verschenkte originale Kapellenglocke von 1898 gegen eine Ersatzleistung zurückgegeben.
In den Jahren 1985 bis 1987 fand eine umfassende Renovierung der Körpricher Kapelle statt und auch das Innere erfuhr eine Neugestaltung. Die Eingangswand wurde zum Gedächtnis der in den beiden Weltkriegen des 20. Jahrhunderts Gefallenen des Ortes mit vier Namenstafeln und zwei Kreuzen gestaltet. Die Sgraffiti im Kapellenschiff entfernte man damals.
Heute finden in der alten Kapelle keine regelmäßigen Messen mehr statt. Sie dient als Andachts- und Gedenkstätte für die Gefallenen der beiden Weltkriege des 20. Jahrhunderts. An der Kapelle endet der am 7. März 1993 vom damaligen Ortsvorsteher Heinrich Eisenbarth initiierte Kreuzweg. Die Straße zum Kreuzweg wurde im Jahr 2008 „Heinrich-Eisenbarth-Weg“ benannt. Der Bildschnitzer war Ernst Breuer.

### Architektur und Ausstattung
Die Kapelle ist ein verputzter Bruchsteinbau. Der kleine Körpricher Sakralbau erhebt sich auf einem vorspringenden Hügel des Hoxberges, dem ortsnamensgebenden Kirchberg, und war bis ins 20. Jahrhundert von Grablegen umgeben. Die Kapelle ist 18,40 m lang und 6,35 m breit. Das Schiff ist vierachsig und von einfachen barocken Fenstern erhellt. Die Ornamentverglasung ist modern. Auf der Westseite befindet sich das rundbogige Eingangsportal mit hölzernen Portalflügeln und romanisierenden Metallbeschlägen vom Ende des 19. Jahrhunderts, als die Kapelle erweitert wurde. Der Giebel öffnet sich in einem einfachen Rundfenster.
Der Kapellenturm ist in seiner Anlage noch mittelalterlich. Im Jahr 1657 wurde er wegen Einsturzgefahr erneuert. Der Turm erhebt sich in der Nordostecke zwischen Schiff und dem rechteckig eingezogenen Chor. Er ist ungegliedert und verfügt über kleine rechteckige Schallöffnungen. Gedeckt ist er mit einem geschieferten vierseitigen Knickhelm. Auf der dem Turm gegenüber liegenden Seite der Apsis ist die Sakristei angebaut.
Der Nalbacher Pfarrer Johann Wilhelm Jodokus Koettingen (Amtszeit: 1747–1783), der auch die Nalbacher Kirche erneuerte, ließ im Jahr 1774 das Kapellenschiff neu aufbauen. Der Schlussstein des Chorbogens erinnert mit seiner Inschrift an den Initiator der Renovierung: „+1+7+7+4+ I.W.IOD. KÖTT=INGEN.DECA=NUS.PAS=TOR+“

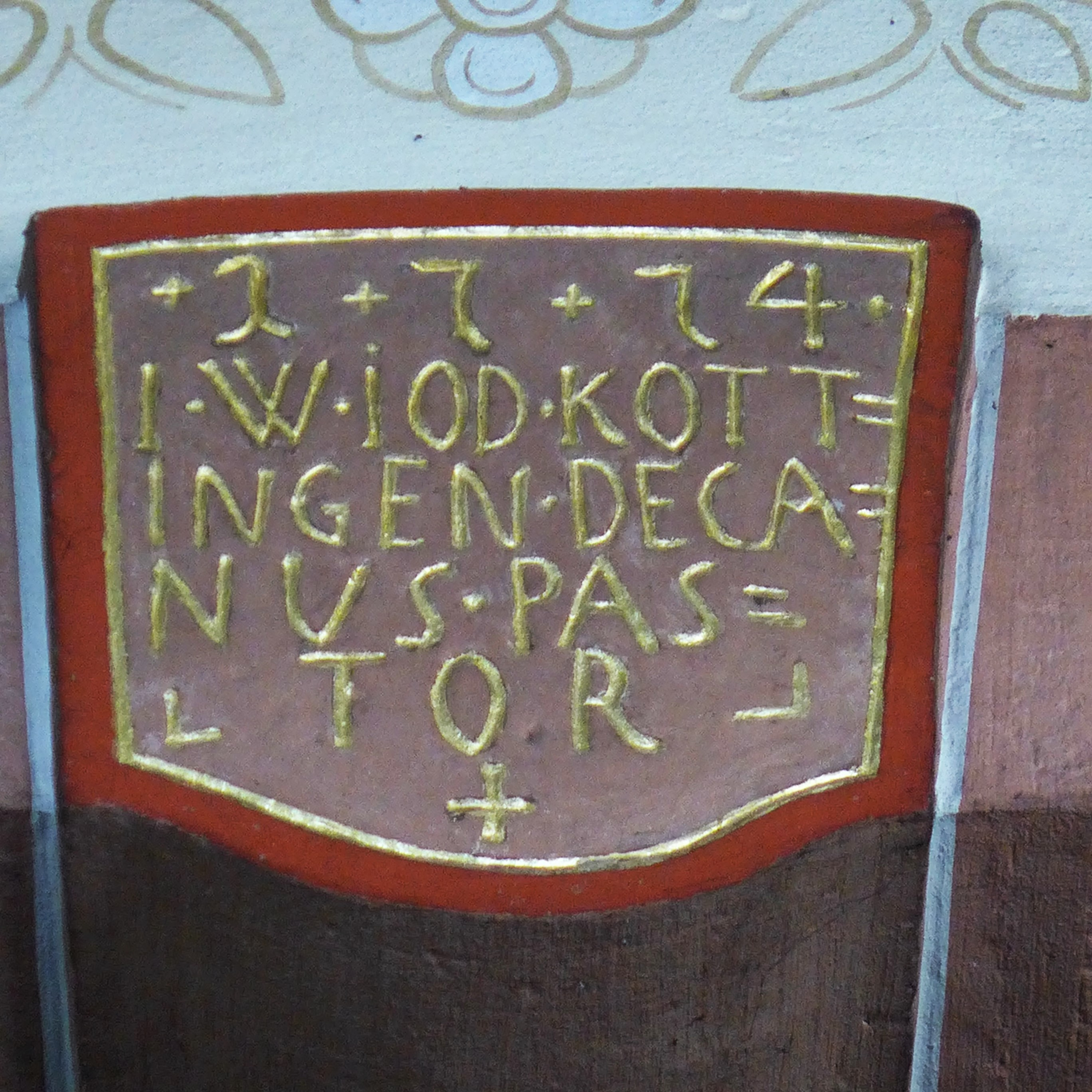
Chorbogeninschrift von 1774

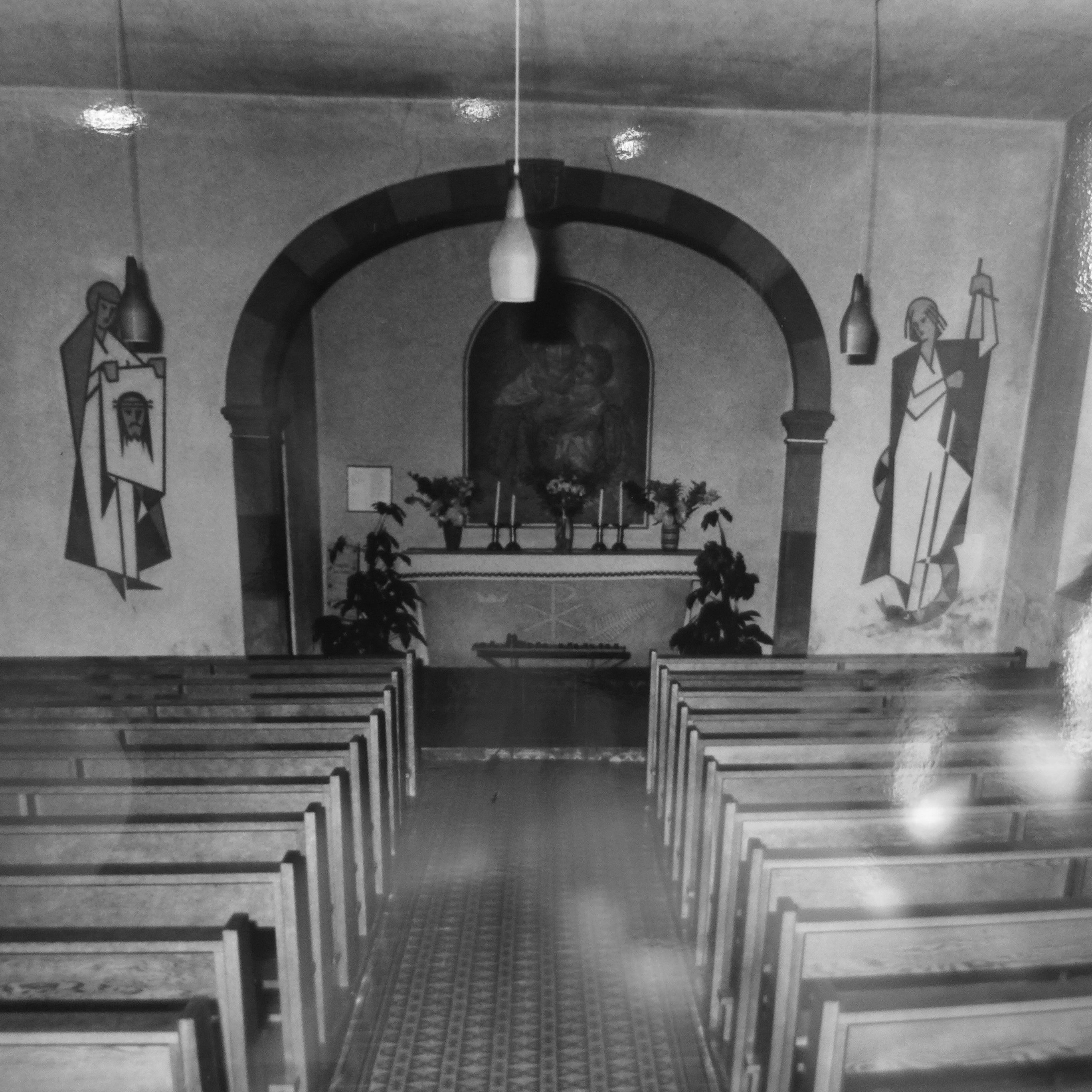
Kapelleninneres mit den später entfernten Sgraffiti von Arnold Mrziglod

Die chorflankierenden Sgraffiti der heiligen Veronika mit dem Schweißtuch Jesu (links) und des heiligen Michael (rechts), die von dem im Jahr 1958 aus Oberschlesien übergesiedelten Kirchenmaler Arnold Mrziglod (1921–1984) gefertigt worden waren, wurden später entfernt. An ihrer Stelle befinden sich aktuell barockisierende Holzskulpturen. Mrziglod gestaltete auch das heute noch erhaltene Erzengelbild in der Körpricher Schule (Gebäude aktuell als Kindergartengebäude genutzt).
Im Inneren der Kapelle befinden sich seit 1960 über dem Eingangsportal die Wappen der wichtigsten historischen Körpricher Adelsherrschaften: v. l. n. r. das rote Kreuz auf silbernem Grund von Kurtrier (Oberster Vogt im Nalbacher Tal und Landesherr in der trierischen Vogtei des Nalbacher Tales), der goldene Löwe auf schwarzem Grund der Kurfürsten von Kurpfalz (Landesherr und Obervogt in der obersten Vogtei, der Körprich angehörte), die drei gestümmelten Adler des Herzogtums Lothringen (lothringische Schirmherrschaft im Nalbacher Tal), der Zickzackbalken mit dem Turnierkragen der Herren von Siersberg-Dillingen sowie der rote Balken in Gold, begleitet von roten Schindeln der Herren Hagen zur Motten (die beiden letzten Wappen erinnern an die letzten adeligen Untervögte von Körprich). Aus Platzgründen wurden die Wappen der übrigen Vögte nicht dargestellt. In chronologischer Reihenfolge waren das die Junker von (Blies-)Kastel, von Lewenstein, Krapp von Saarburg, von Ratsamshausen, von Haracourt, die Grafen von Nassau-Saarbrücken, die Herren von Braubach, von Lénoncourt-Blainville sowie die Freiherren von Hagen zur Motten. Die Wappen wurden von den Brüdern Mrziglod geschaffen. Die Restaurierungsmaßnahmen der Jahre 1958 bis 1960 leitete der Kunsthistoriker Martin Klewitz. Zur Erinnerung an die historischen Beziehungen Körprichs zu Lothringen befindet sich auf der Turmspitze der Kapelle das Lothringerkreuz.
Als Altarbild dient seit 1935 eine Mosaik-Kopie des Gnadenbildes der Mater Ter Admirabilis, dessen Original (Refugium Peccatorum Madonna) der italienische Maler Luigi Crosio (1835–1915) im Jahr 1898 angefertigt hatte. Im linken unteren Bereich des Mosaiks befindet sich mit einem verschlungen „E“ und „P“ das Kürzel des Mosaiklegers. Hier hatte sich ursprünglich eine barocke Pietà der Zeit um 1770 befunden, die jetzt in der Körpricher Pfarrkirche aufbewahrt wird.
In der Denkmalliste des Saarlandes ist die Michaelskapelle als Einzeldenkmal aufgeführt.

## Pfarrkirche St. Michael

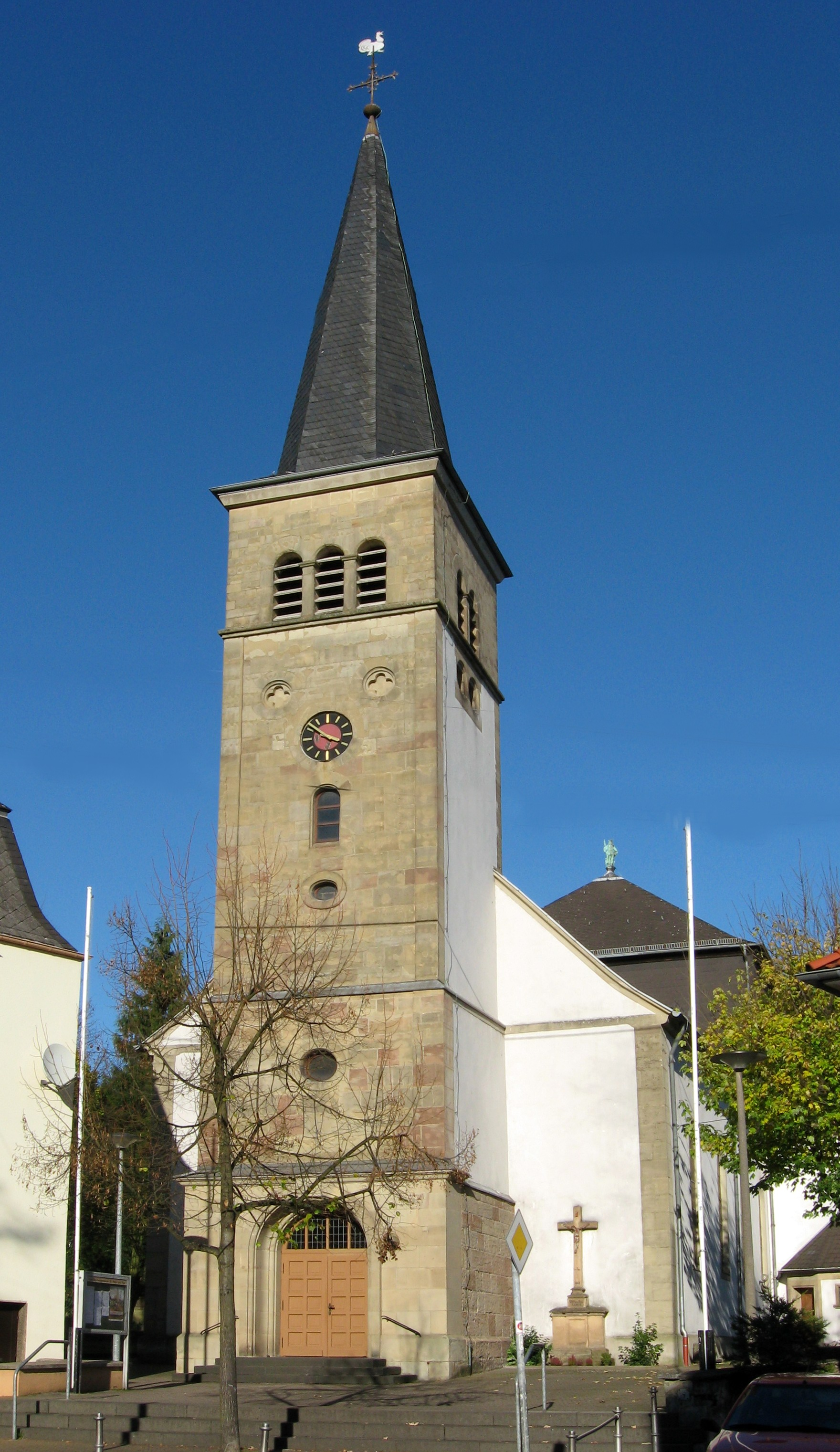
Pfarrkirche St. Peter und Paul, Mutterkirche und gestalterisches Vorbild der Körpricher Pfarrkirche

### Geschichte
Die heutige Pfarrkirche „Hl. Erzengel Michael“ wurde durch Pfarrer Leo Montada in einiger Entfernung zur Michaelskapelle erbaut und am Michaelsfest 1926 eingeweiht. Die Grundsteinlegung hatte am 2. Mai 1926 stattgefunden. Die erstaunlich kurze Bauzeit erklärt sich dadurch, dass die Baumaterialien direkt von der Körpricher Ziegelei geliefert werden konnten. Die Erhebung der Kirche zur Pfarrkirche erfolgte erst im Jahr 1928. Architekten der Körpricher Kirche waren die Architektengemeinschaften Prior & Casel aus Trier sowie Ludwig Becker & Anton Falkowski aus Mainz. Die Kriegsschäden, die besonders durch den Artilleriebeschuss der US-Armee im Kriegswinter 1944/1945 aufgetreten waren, wurden bis zum Jahr 1954 unter der Ägide von Pfarrer Woll behoben. Bereits im Sommer 1952 waren neue Glocken aufgezogen worden und im Jahr 1954 installierte man eine Turmuhr.

### Architektur
Der aus Ziegeln der ehemaligen Körpricher Ziegelei errichtete weitgehend barockisierende Backsteinbau ist ein vierjochiger Saal mit gotisierenden Spitzbogenwölbungen und ausladendem Querschiff auf kreuzförmigem Grundriss. Der Raum ist durch Pilaster und Gurtbögen gegliedert. Die Querschiffarme sind durch Pfeiler in drei Joche unterteilt und haben eine geringere Höhe als das Hauptschiff. Das Kreuzgratgewölbe der Querschiffarme und die Gurtbögen enden auf Wandkonsolen. Der Chor ist eingezogen und schließt segmentbogig.
Der Westturm mit barockisierender Schieferhaube ist vor das Schiff gestellt. Er orientiert sich weitgehend an der architektonischen Gestaltung des Turms der Nalbacher Mutterkirche und dessen Glockenstube (Voren drei, seitlich zwei Fenster), endet bei der Turmspitze allerdings in einer barockisierenden Zwiebelhaube. Die architektonischen Ähnlichkeiten zu Nalbach erklären sich dadurch, dass Becker & Falkowski nahezu zeitgleich die Nalbacher Pfarrkirche umfangreich erweiterten und umgestalteten. Die Bauzier konzentriert sich auf die Eingangsfassade am Turm. Hier steigert eine dem Turm vorgelagerte Ädikula mit überlebensgroßen Sandsteinfiguren einer Kreuzigungsgruppe den sakralen Charakter des Bauwerks und schließt mit einem Triumphbogenmotiv an historische Bauformen an. Helle Werksteingesimse heben sich wirkungsvoll vom roten Körpricher Backsteinmauerwerk ab. Der Bau aus den 1920er Jahren löst sich bereits vom Historismus und ist als Bauwerk des Abstraktionshistorismus ein Zeugnis der Übergangsphase zur Moderne.

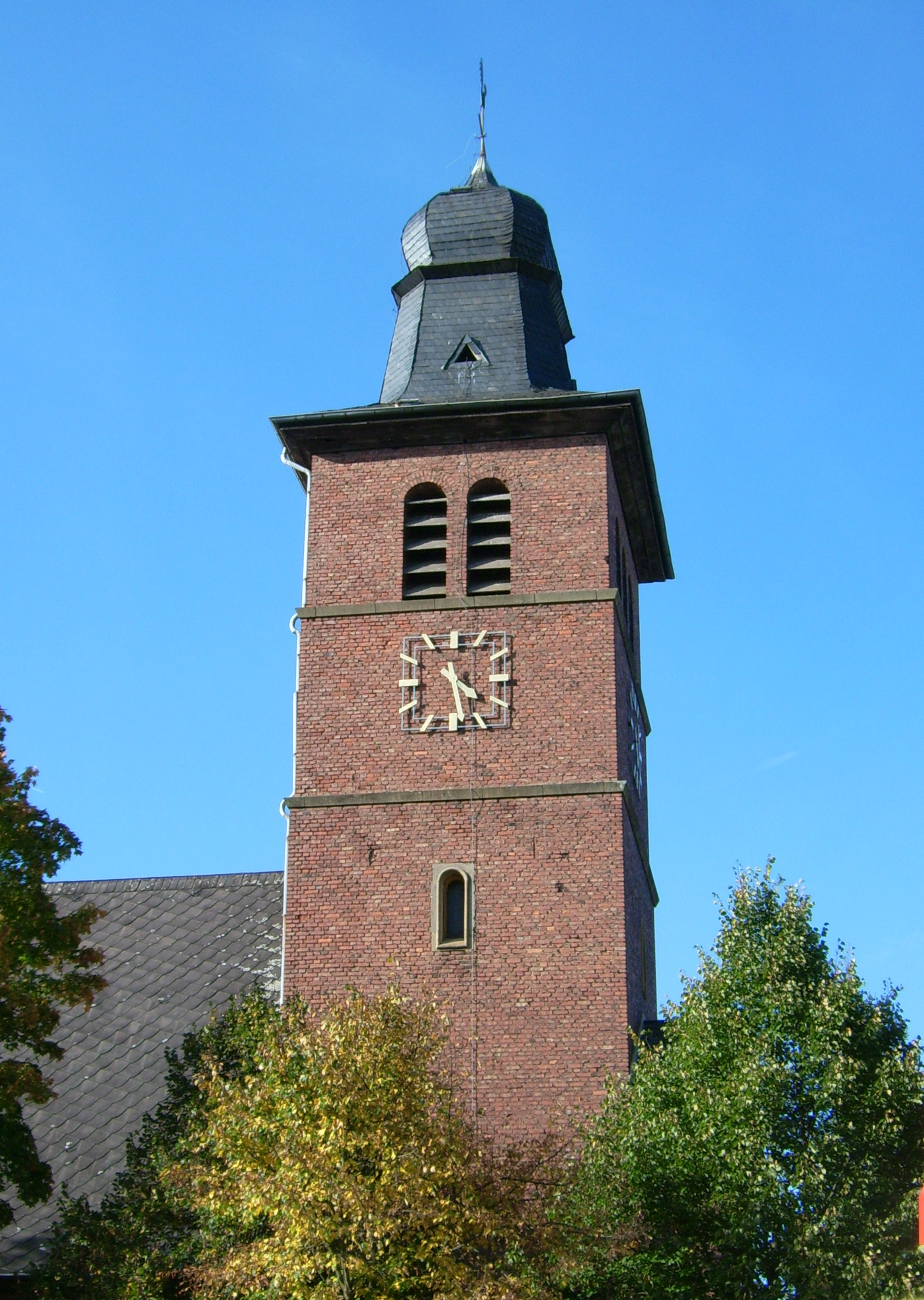
Turm der Kirche St. Michael in Körprich
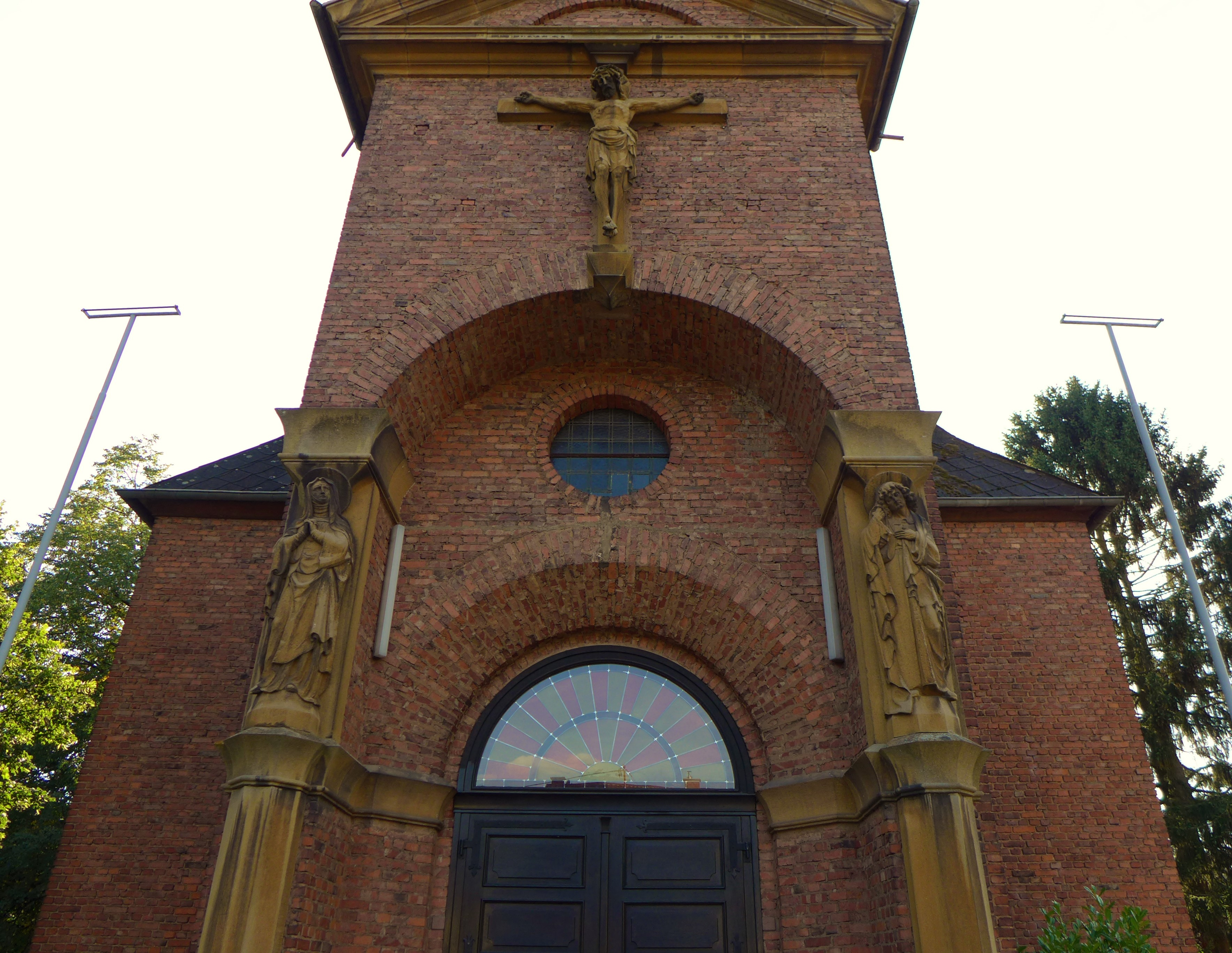
Portalädikula mit Kreuzigungsgruppe
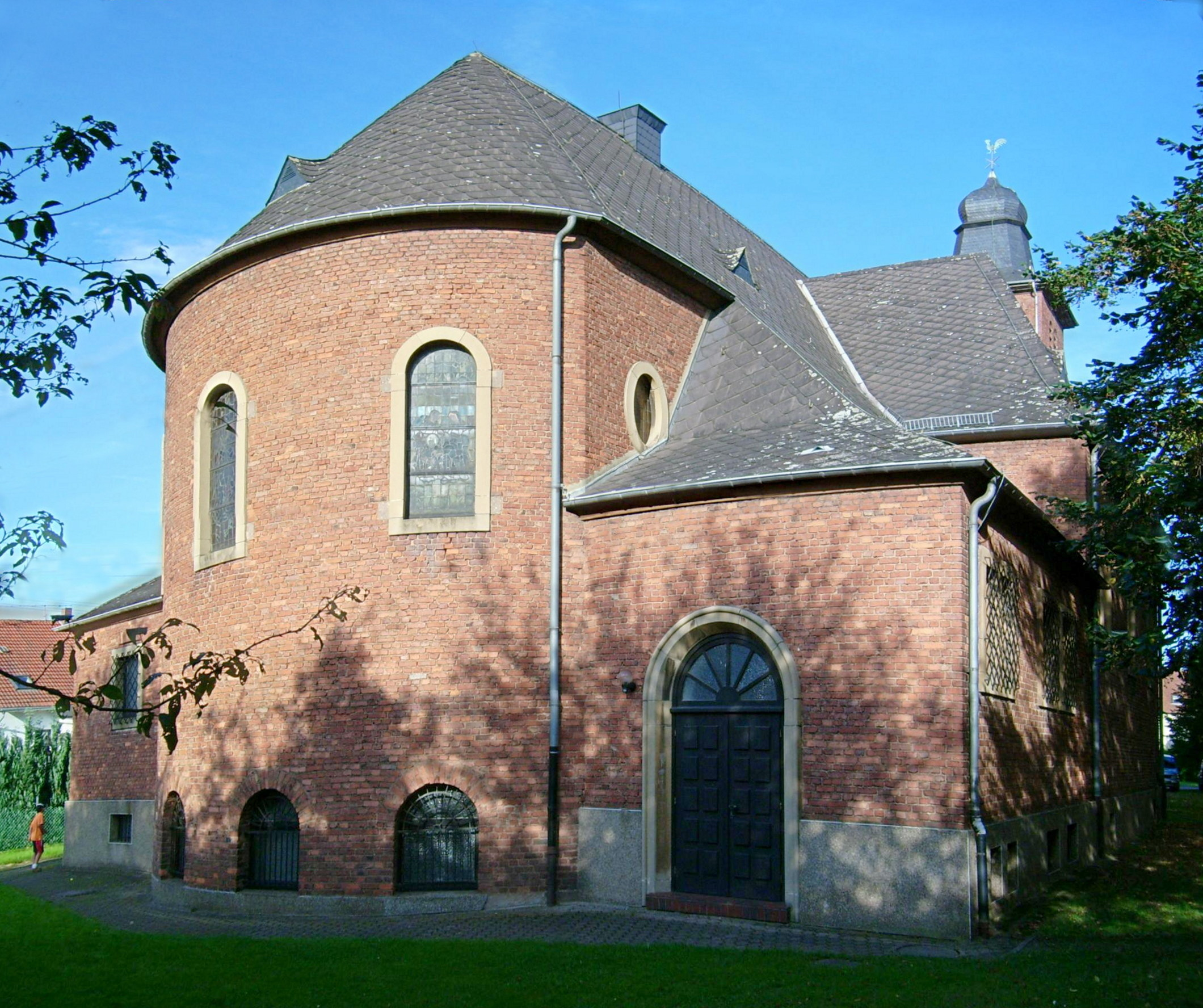
Außenansicht der Apsis
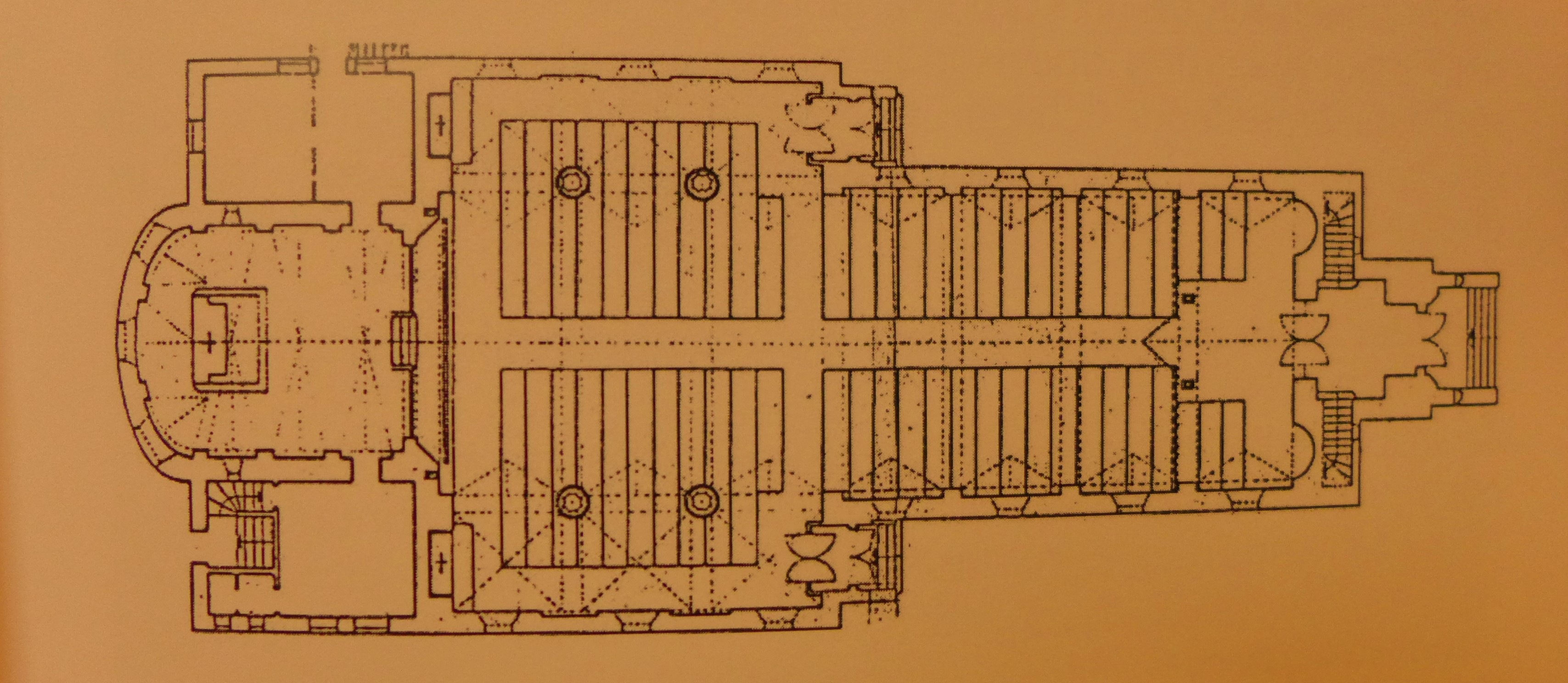
Grundriss
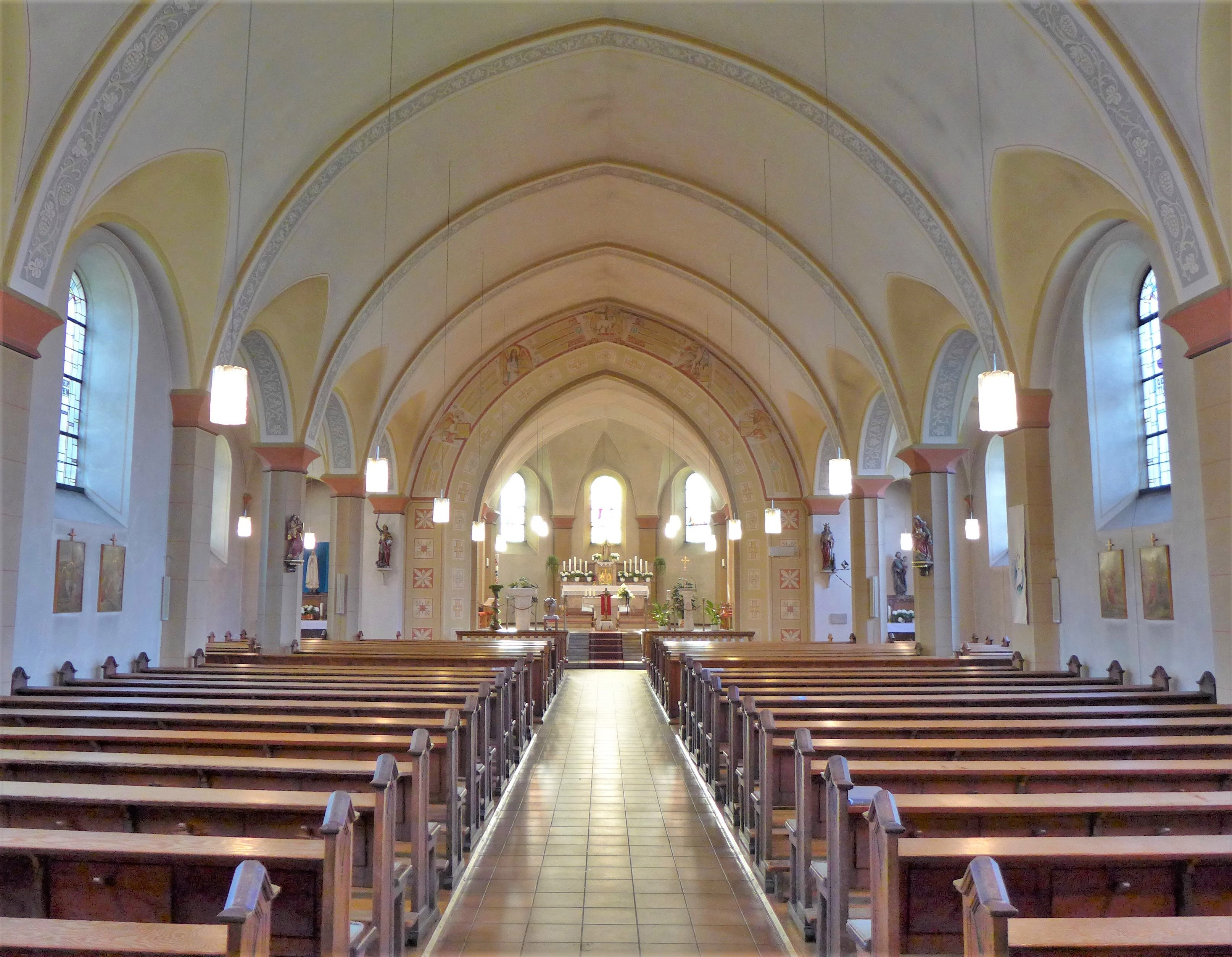
Kircheninneres mit Blick zur Apsis
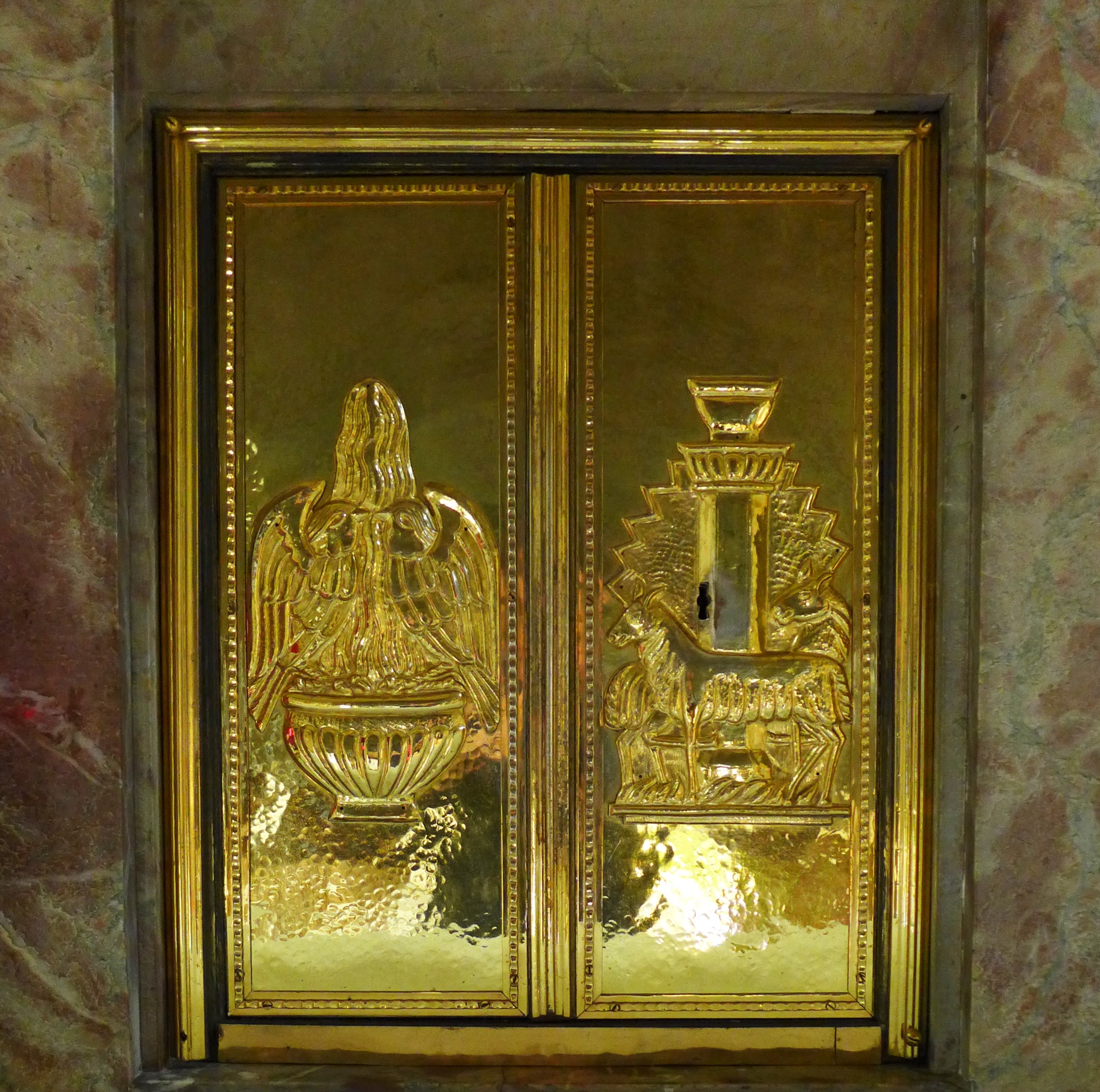
St. Michael (Körprich), Tabernakel
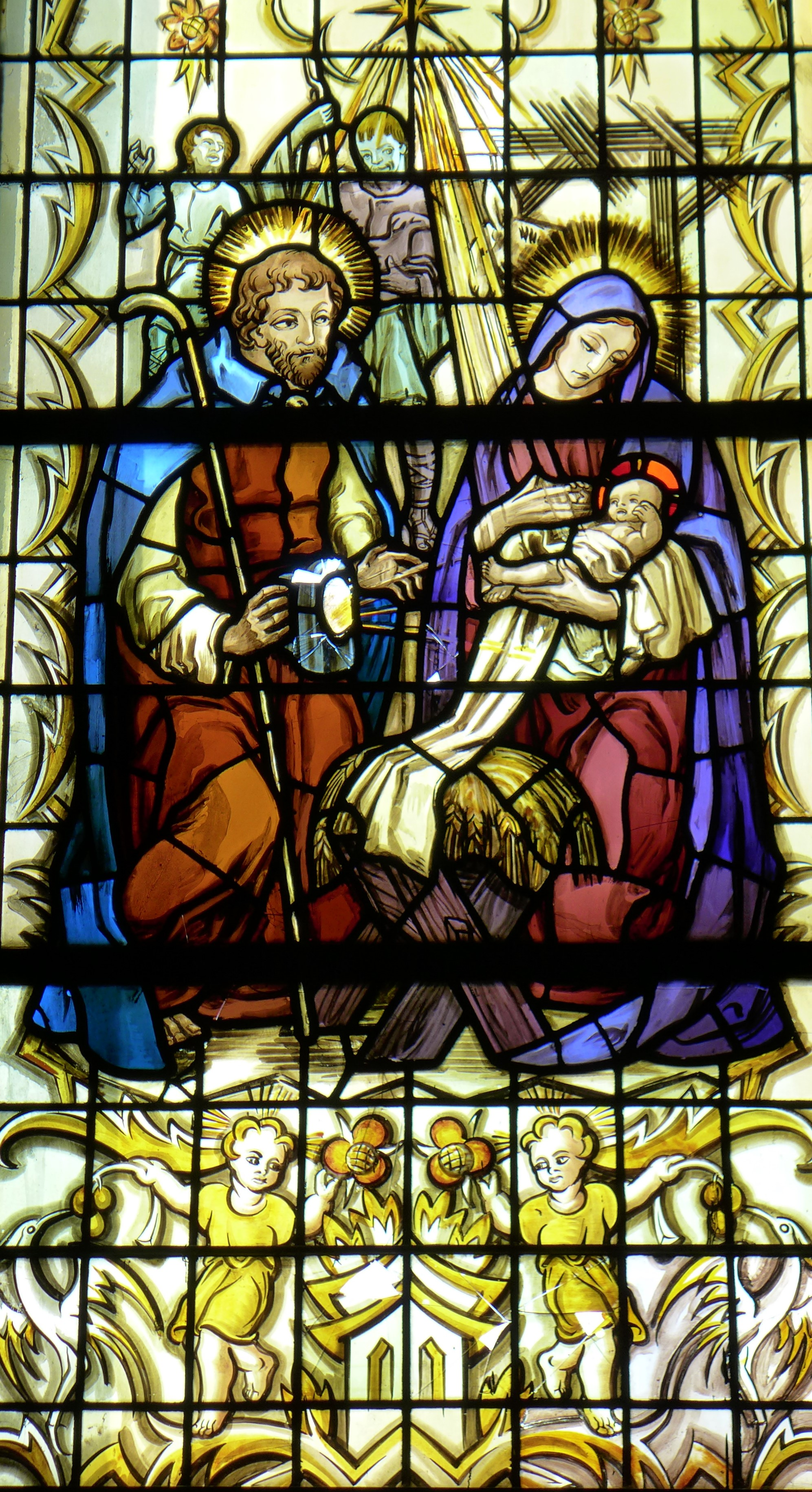
Apsisfenster „Die Geburt Jesu“
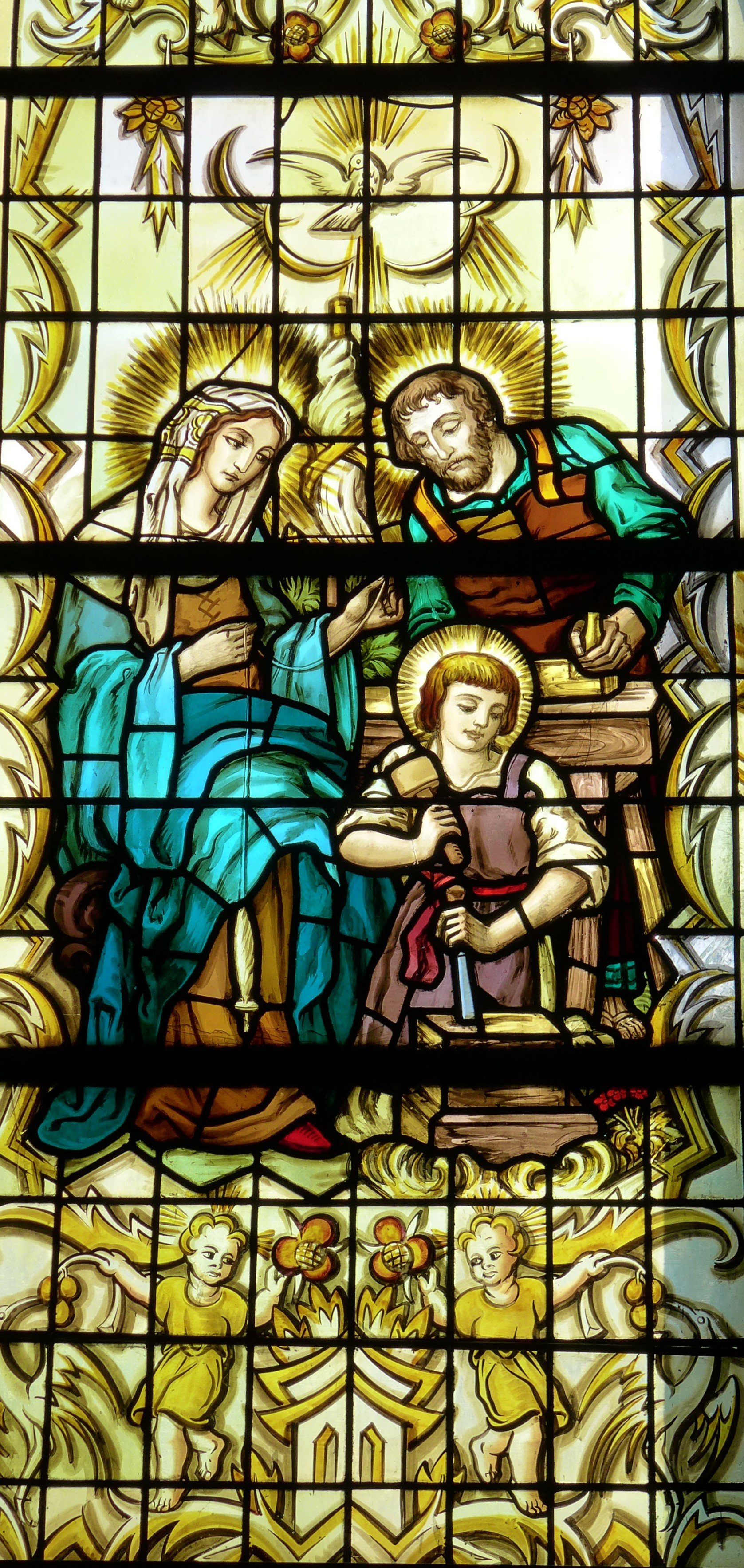
Apsisfenster „Die Heilige Familie“
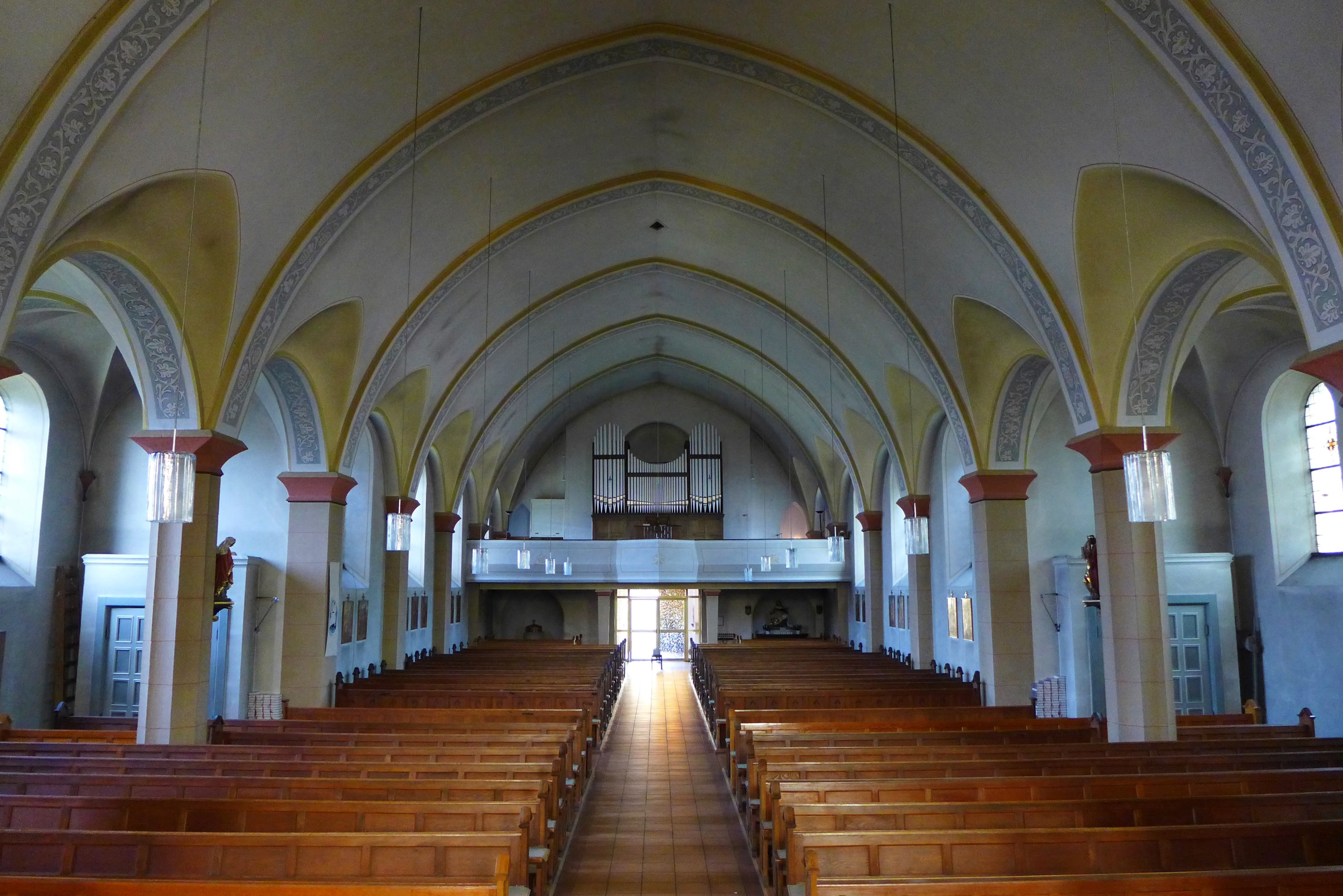
Kircheninneres mit Blick zum Eingang und der darüberliegenden Orgelempore

### Ausstattung
In der Kirche befindet sich eine Pietà, unter der der Erbauer der Kirche, Pfarrer Leo Montada, beerdigt ist. Die geschnitzte barocke Darstellung Mariens mit ihrem toten Sohn auf dem Schoß entstand etwa 1770 und bildete ursprünglich das Altarbild der alten Körpricher Kapelle, in der sich seit 1935 ein Schönstatt-Bild als Ersatz für die Mater dolorosa befindet. Der Nebenaltar des linken Querhauses ist der Jungfrau von Fatima, der Nebenaltar des rechten Querhauses dem heiligen Josef geweiht.
Der Triumphbogen der Apsis ist mit den Symbolen der vier Evangelisten und dem apokalyptischen Lamm bemalt. An den Pfeilern, die vom Querhaus zum Chorbogen überleiten, befinden sich Statuen des Erzengels Michael und der heiligen Barbara von Nikomedien.
Im leicht erhöhten Altarraum, der im Jahr 1963 einer Modifizierung unterzogen wurde, befinden sich über dem Hochaltar drei Buntglasfenster, die (v. l. n. r.) die Heilige Familie, den Erzengel Michael im Kampf mit dem Satansdrachen sowie die Geburt Christi zeigen. Die übrigen Fenster im Lang- und Querhaus zeigen marianische Symbole und Anrufungen Mariens aus der Lauretanischen Litanei.
Die Türen des Tabernakels stellen in Treibarbeit links zwei Tauben dar, die an einem Quellbrunnen ihren Durst stillen, sowie rechts zwei Lämmer vor einer Säule, die von einem kristallinen Strahlenkranz umgeben ist.
Die Bilder des Kreuzweges sind Kopien des Führich-Kreuzweges aus der ersten Hälfte des 19. Jahrhunderts. Joseph von Führich, Akademieprofessor in Prag, Wien und Rom sowie bedeutender Vertreter der sakralen Malerei in den Ländern der Habsburgermonarchie, hatte die Originale im Jahr 1834 für die Kirche am St. Laurenziberg in Prag entworfen. Die weite Verbreitung dieser Kreuzweg-Motive erklärt sich dadurch, dass ab dem Jahr 1836 von den Originalen Führichs Kupferstichkopien angefertigt wurden und zahlreiche Maler diese als Vorlage für von ihnen gefertigte Kreuzwegtafeln benutzten. Die Künstler dieser Kopien sind meist unbekannt.

### Orgel
In der Kirche befindet sich eine renovierte historische Orgel der lothringischen Orgelbauerwerkstatt Haerpfer & Erman (Boulay) aus dem Jahr 1930. Ursprünglich war die Orgel für eine Kirche in Frankreich geplant, die aber während des Frankreichfeldzugs zerstört wurde. Daher verkaufte man das Instrument im Jahr 1942 nach Körprich.
Thomas Gaida (Wemmetsweiler) restaurierte die Orgel im Jahr 2003.
Das Kegelladen-Instrument ist auf einer Empore aufgestellt und verfügt über 15 Register, verteilt auf zwei Manuale und Pedal. Die Spiel- und Registertraktur ist pneumatisch. Die Disposition lautet wie folgt:
| I Grand Orgue |                 |    |
| 1.            | Montre          | 8′ |
| 2.            | Flûte à bouchée | 8′ |
| 3.            | Salicional      | 8′ |
| 4.            | Cor de chamois  | 4′ |

| II Récit expressif |                      |       |
| 5.                 | Bourdon              | 16′   |
| 6.                 | Flûte harmonique     | 8′    |
| 7.                 | Gamba                | 8′    |
| 8.                 | Voix céleste         | 8′    |
| 9.                 | Flûte octaviante 4′  |       |
| 10.                | Nasard               | 2 ⁄3′ |
| 11.                | Flûte champ.         | 2′    |
| 12.                | Plein jeu III        |       |
| 13.                | Trompette harmonique | 8′    |
|                    | Tremolo              |       |

| Pédale C–f1 |            |     |
| 14.         | Sousbasse  | 16′ |
| 15.         | Flûtebasse | 8′  |

- Koppeln:
  - Normalkoppeln: II/I, I/P, II/P
  - Suboktavkoppeln: II/I
  - Superoktavkoppeln: II/I

### Glocken
Im Jahr 1873 wurden von der Glockengießerei Mabilon in Saarburg zwei Glocken (a´, dis´´) für Körprich hergestellt. Mabilon lieferte im Jahr 1898 wiederum zwei Glocken (f´´, 115 kg und g´´, 86 kg). Die Glockengießerei Otto in Hemelingen bei Bremen fertigte im Jahr 1910 eine Glocke (fis, ⌀ 114 cm). Darüber hinaus goss Otto im Jahr 1935 vier weitere Glocken (1060 kg, ⌀ 125 cm; 780 kg, ⌀ 112,5 cm; 560 kg, ⌀ 100 cm; 305 kg, ⌀ 84 cm). Die Glocken von 1935 wurden im Jahr 1940 zu Kriegszwecken requiriert. Im Jahr 1952 goss Causard im elsässischen  Colmar zwei Glocken (gis´, 682 kg, ⌀ 101 cm und ais´, 501 kg, ⌀ 91 cm) für Körprich.

### Pfarrer
Am 1. Februar 1921 wurde Körprich als eigener Seelsorgebezirk von Nalbach getrennt und am 20. Februar 1921 wurde der bisherige Nalbacher Kaplan Nikolaus Schillo feierlich in sein Amt eingeführt. Die Erhebung zur Kapellengemeinde erfolgte am 1. April 1922. Bis 1926 fand der Gottesdienst in der Michaelskapelle statt. Die Erhebung der neuen Michaelskirche zur Pfarrkirche erfolgte im Jahr 1928.
- Nikolaus Schillo: 1921–1924
- Leo Montada: 1925–1927
- Josef Körbes: 1927–1939
- Jakob Woll: 1939–1980, Ehrenbürger von Körprich seit 16. Oktober 1969
- Willi Neurohr: 1980–1984
- Herrmann Josef Kirsch: 1984–1991
- Erich Fuchs: 1991–2000
- Wolfgang Goebel: 2001–2011
- Manfred Plunien (Pfarrverwaltung): seit 2011[26][27]

## Friedhöfe

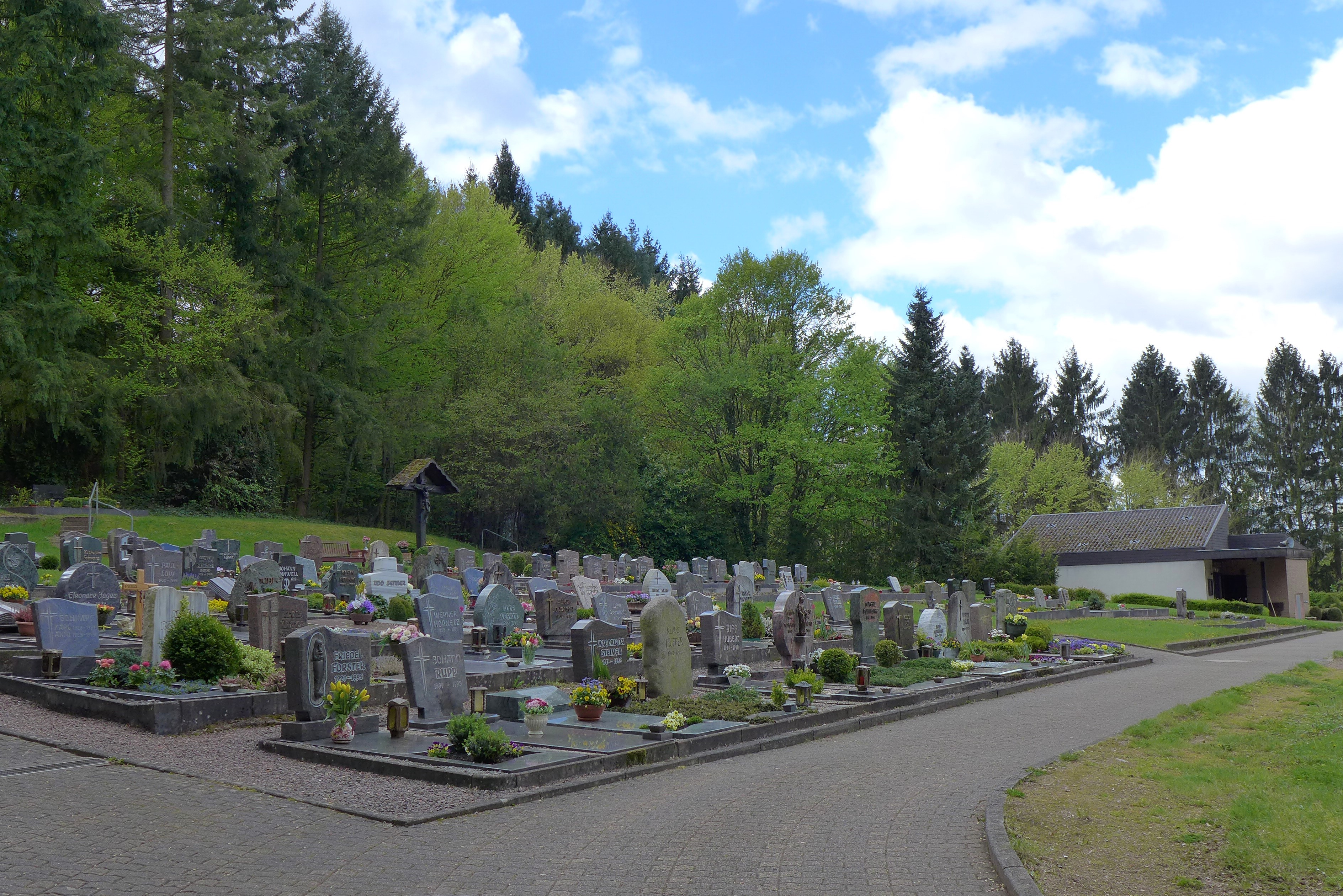
Körprich, Friedhof

Im Mittelalter wurden alle Toten des Dorfes Körprich auf dem Nalbacher Kirchhof bestattet. Bestattungen bei der Körpricher Michaelskapelle gab es erstmals in den Jahren 1695 bis 1705, als Körprich, das von allen Nalbacher Talgemeinden am weitesten von der Nalbacher Pfarrkirche entfernt lag, kirchlich eine größere Selbständigkeit gegenüber Nalbach anstrebte. Als im Jahr 1762 die gotische Nalbacher Kirche zugunsten eines barocken Neubaues abgerissen wurde und der Nalbacher Kirchhof deshalb nicht belegbar war, wurden für vier Wochen alle Toten des Nalbacher Tales auf dem Kirchhof der Körpricher Kapelle beerdigt. Anschließend benutzte man aber wieder den Nalbacher Kirchhof bis zum Jahr 1867. Ein Plan, die Toten von Körprich und Bilsdorf auf einem gemeinsamen Friedhof zu begraben, scheiterte im Jahr 1866. Daraufhin belegte man in Körprich wieder den Friedhof um die Körpricher Michaelskapelle. Nachdem der Friedhof im Jahr 1915 aus Platzgründen nicht mehr neu belegt werden konnte, richtete man einen neuen Friedhof an der Lebacher Straße ein. Hier wurde im Jahr 1973 eine Leichenhalle zur Aufbahrung der Toten gebaut. Im Jahr 1949 ebnete man nahezu alle Gräber des Kirchhofes um die Michaelskapelle ein. Dabei wurden auch die historischen Grabsteine zerstört.